# Somatochlora forcipata
Somatochlora forcipata là loài chuồn chuồn trong họ Corduliidae. Loài này được Scudder mô tả khoa học đầu tiên năm 1866.